# Alfred Massana i Urgellés
Alfred Massana i Urgellés (Barcelona, 27 de juliol de 1891 - Barcelona, 24 de març de 1924) fou un futbolista català de les dècades de 1900 i 1910.

## Trajectòria
Va néixer al carrer Villarroel de Barcelona, fill de Fèlix Massana i Vadell, natural de Vilanova i la Geltrú, i de Fanny Urgellès i Marrugat, natural de Barcelona.
Tenia una gran col·locació i concepció del joc. Gran xutador i driblador, fou un dels millors mitjos centre catalans del moment. Se l'anomenava en Massana petit, per la comparació amb el seu germà gran Santiago, que a més era d'una gran alçada corporal. Durant les temporades 1912 i 1913, tot jugant de centrecampista, va marcar 22 gols. Començà la seva trajectòria a l'infantil del FC Barcelona, passant més tard al primer equip de l'X SC i del FC Espanya. A l'X fou campió de Catalunya. El 1910 fitxà pel RCD Espanyol. Una temporades més tard passà al FC Barcelona on jugà fins a l'any 1916. Disputà 131 partits i marcà 30 gols. Guanyà dos campionats de Catalunya, dos d'Espanya i dos més dels Pirineus. Acabà la seva etapa futbolística al FC Terrassa i a l'Espanyol la temporada 1917-18. També fou internacional amb la selecció catalana de futbol. Va morir l'any 1924, encara jove, a l'edat de 33 anys.
El seu germà Santiago Massana també fou un destacat futbolista i el seu net Tete Montoliu fou un brillant pianista.

## Palmarès
X SC
- Campionat de Catalunya: 2
  - 1906-07, 1907-08

FC Barcelona
- Campionat d'Espanya: 2
  - 1911-12, 1912-13,
- Campionat de Catalunya: 2
  - 1912-13, 1915-16
- Campionat dels Pirineus: 2
  - 1912, 1913,

RCD Espanyol
- Campionat de Catalunya: 1
  - 1917-18